# Ziadin
Ziadin es una localidad de Uzbekistán, en la provincia de Samarcanda.
Se encuentra a una altitud de 395 m sobre el nivel del mar. 

## Demografía
Según estimación 2010 contaba con una población de 20 807 habitantes.